# 예마 오토
쓰촨 예마 오토 유한공사(영어: Sichuan Yema Automobile Co., Ltd.)는 2002년부터 예마 브랜드로 버스와 자동차를 제조해 온 중국의 자동차 제조 기업이다. 이 회사는 1980년대에 설립되었다. 2019년 1월, 예마 오토는 이웃 전기 자동차를 생산하는 중국의 저속 전기자동차 회사인 레브데오에 인수되었다.

## 개발
예마 오토는 청두와 몐양에 각각 세 개의 제조 기지를 두고 있다: 청두 본사, 청두 신에너지 지사, 몐양 지사. 청두 본사는 청두 승용차 회사와 청두 버스 회사를 포함하며, 코치, 통근 버스, 시내버스, 승용차(SUV 및 MPV) 및 신에너지 차량을 생산한다. 2002년 9월, 청두시 정부의 승인을 받아 쓰촨 푸린 산업 그룹 유한회사는 전반적인 합병 및 재편성을 실시했으며, 쓰촨성과 청두시 인민정부의 "제11차 5개년 계획"에서 주요 자동차 제조 기업으로 지정되었다.
2006년 8월, 공식적으로 쓰촨 자동차 산업 그룹 유한회사로 사명이 변경되었다.
2011년, 주식 재편성을 통해 쓰촨 자동차 산업 유한회사가 설립되었다.
2012년, 예마 오토 신에너지 지사가 설립되었고, 중난동다오 그룹과 공동으로 쓰촨 신에너지 자동차 산업 연구소가 설립되었다.
2014년, 새로운 로고가 공식적으로 출시되었다. 몐양 지사는 몐양 하이테크 산업 개발 구역에 위치하며, 약 130만 제곱미터의 면적을 차지하고 총 투자액은 30억 위안 이상이다. 2014년에는 전통 차량과 신에너지 차량 모두를 위한 다차량 및 완전 자동화 생산 라인을 갖춘 4개의 완벽한 차량 생산 공정을 갖춘 최상급 제조 기지를 설립했다. 2015년 4월, "쓰촨 예마 오토 유한회사"로 사명이 변경되었다.
2019년 1월 현재, 레브데오는 예마 오토를 인수하고, 기존 예마 휘발유 차량 플랫폼을 기반으로 새로 출시된 레틴 브랜드 하에 전기차를 출시하는 전략적 재편성 계획을 발표했다. 2023년 5월 레브데오가 파산 신청을 하면서 예마 오토도 위기에 빠졌다.
2023년, 예마 오토는 두 차례 파산 심사를 신청했다.

## 모델
비생산
- SQJ6480 에스테이트 (시제품만)
- SQJ6485 에스테이트 SUV (시제품만)

밴
- SQJ6450/6450N (오스틴 마에스트로 밴)

MPV
- 스피카 (MPV, 토요타 알파드와 유사한 형태)

CUV
- SQJ6451/F99 (스바루 포레스터 모방)
- F10 (아우디 스타일 그릴의 스바루 포레스터 모방)
- F12 (기아 스타일 전면부의 스바루 포레스터 모방)
- F16 (약간 다른 기아 스타일 전면부의 스바루 포레스터 모방)
- T60 (보쥔) (2018년부터)
- T70 (소형 CUV, 1.5T, 1.8L, 1.8T 배기량)
- T80 (중형 CUV)

신에너지 차량 (NEV)
- 망고 (시티카)
- EC70 (T70 기반의 전기 CUV)
- EC60 (T60 기반의 전기 소형 CUV)
- EC30 (스피카 기반의 전기 MPV)

예마 SQJ6450N
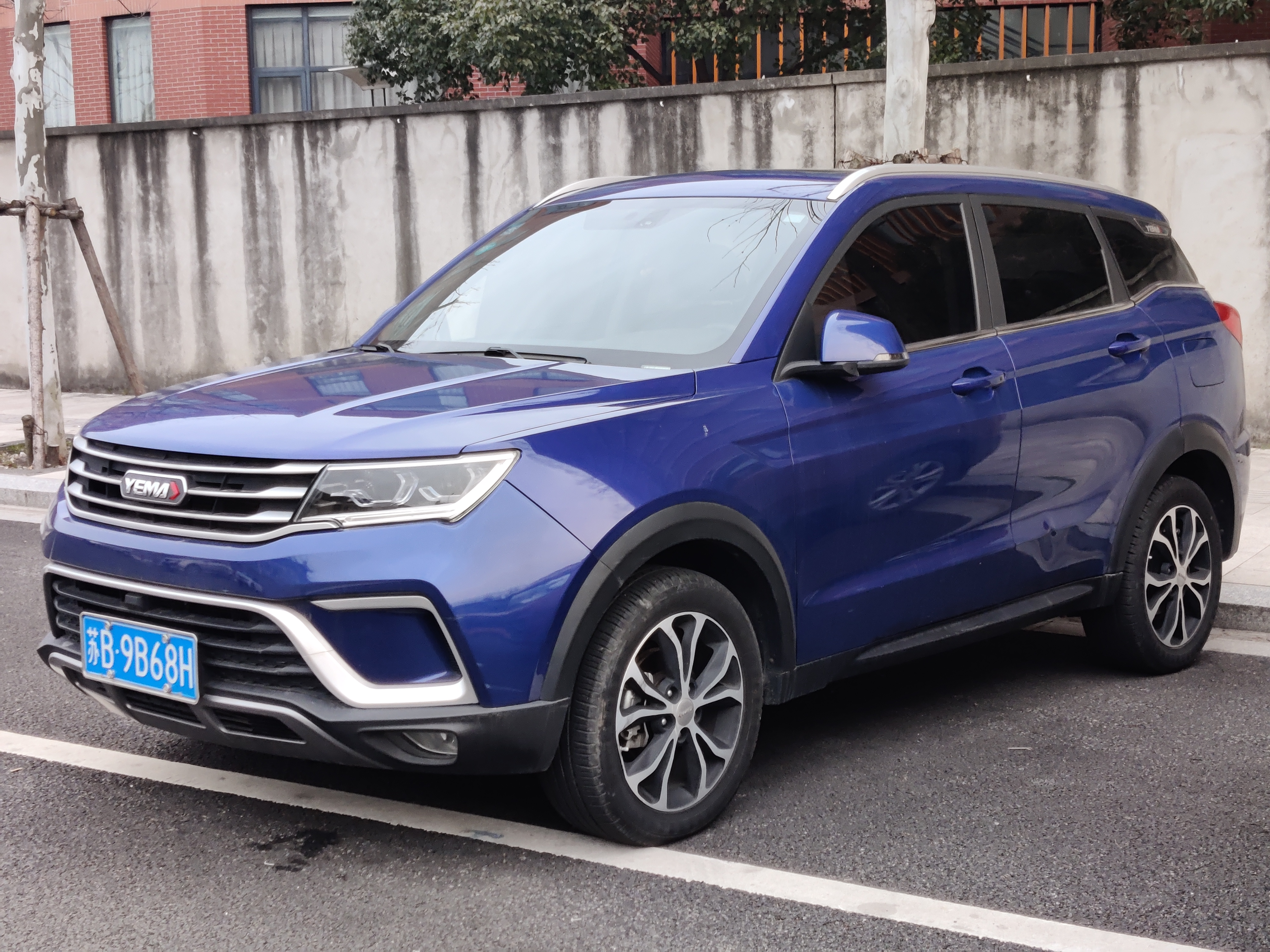
예마 보쥔
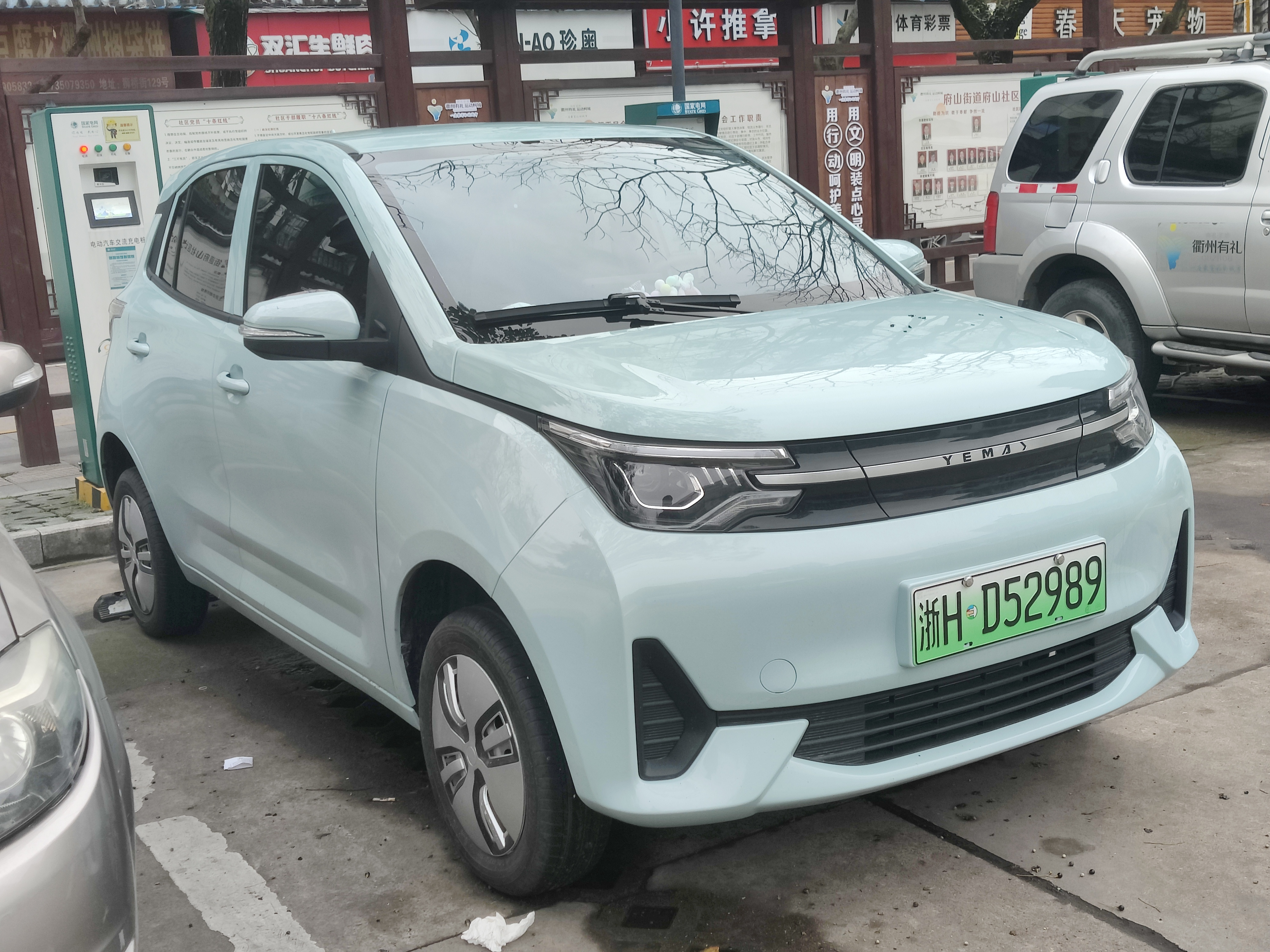
예마 레틴 망고
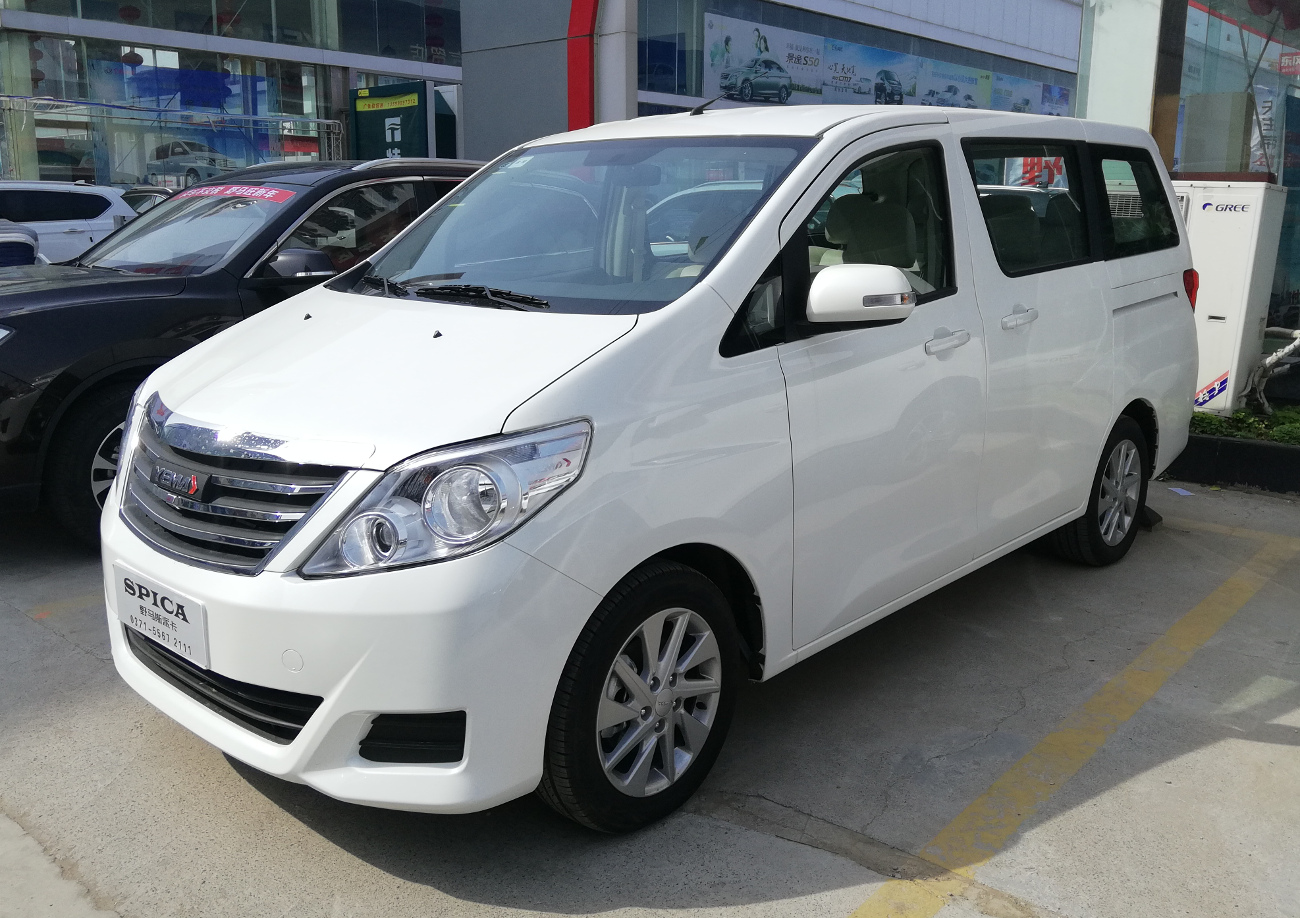
예마 스피카
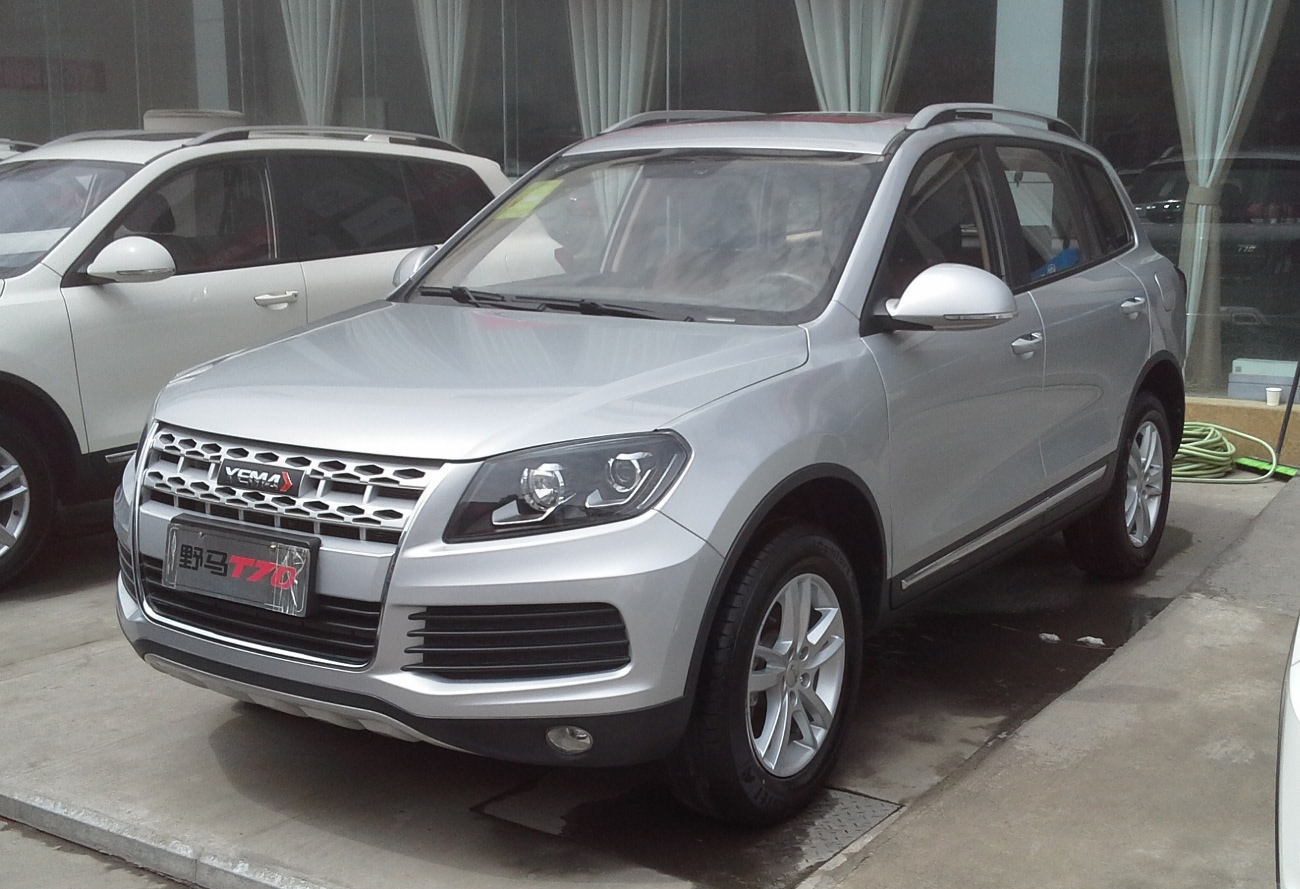
예마 T70
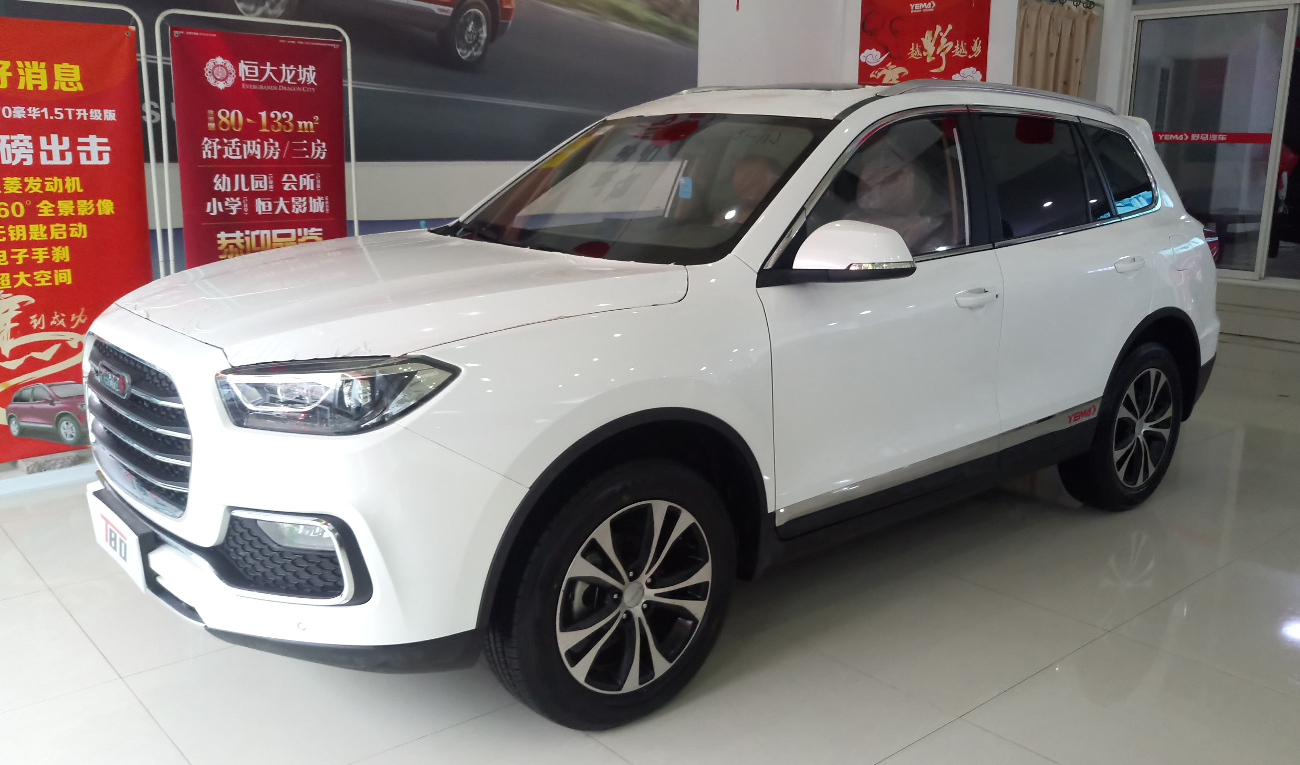
예마 T80
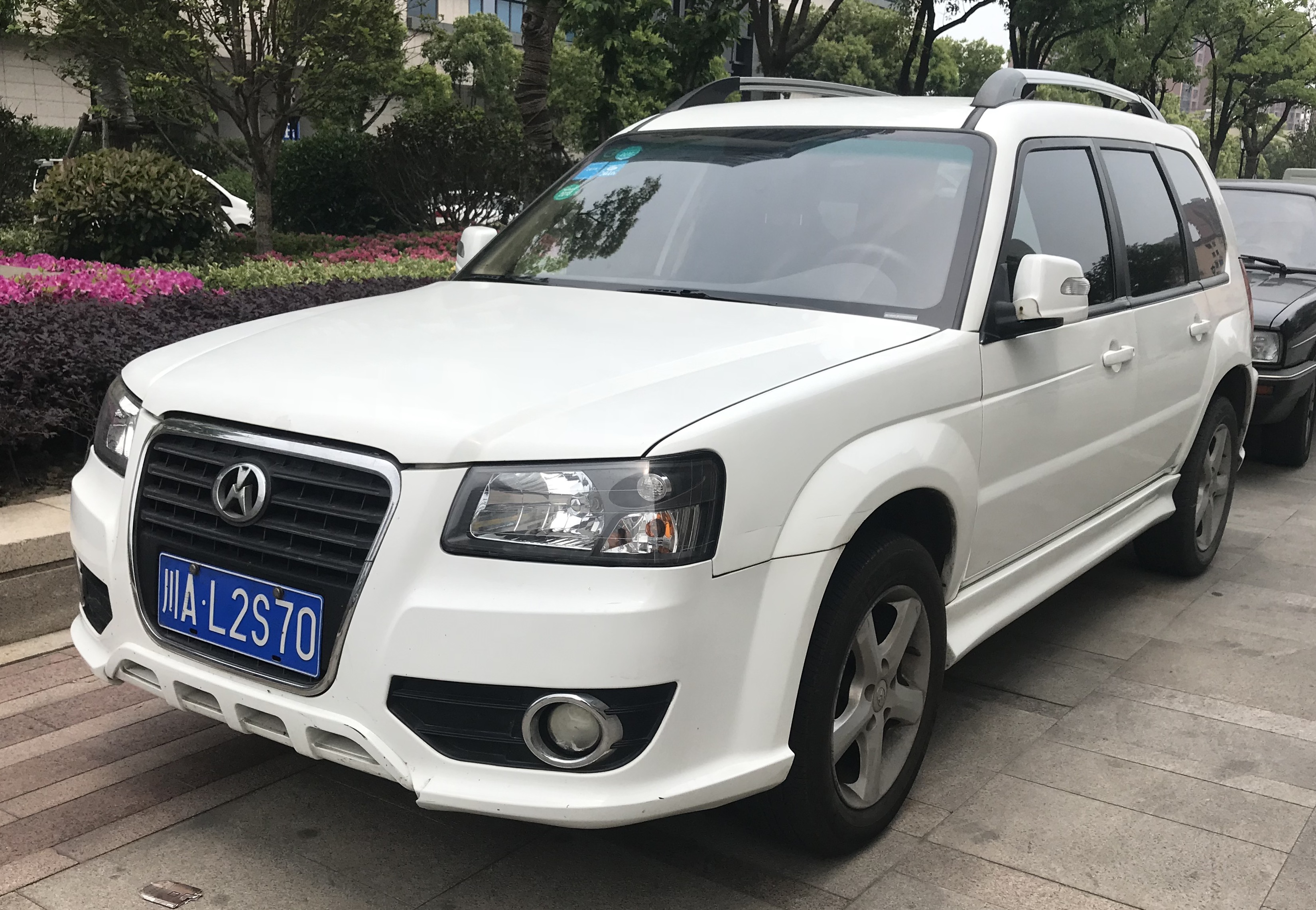
예마 F10
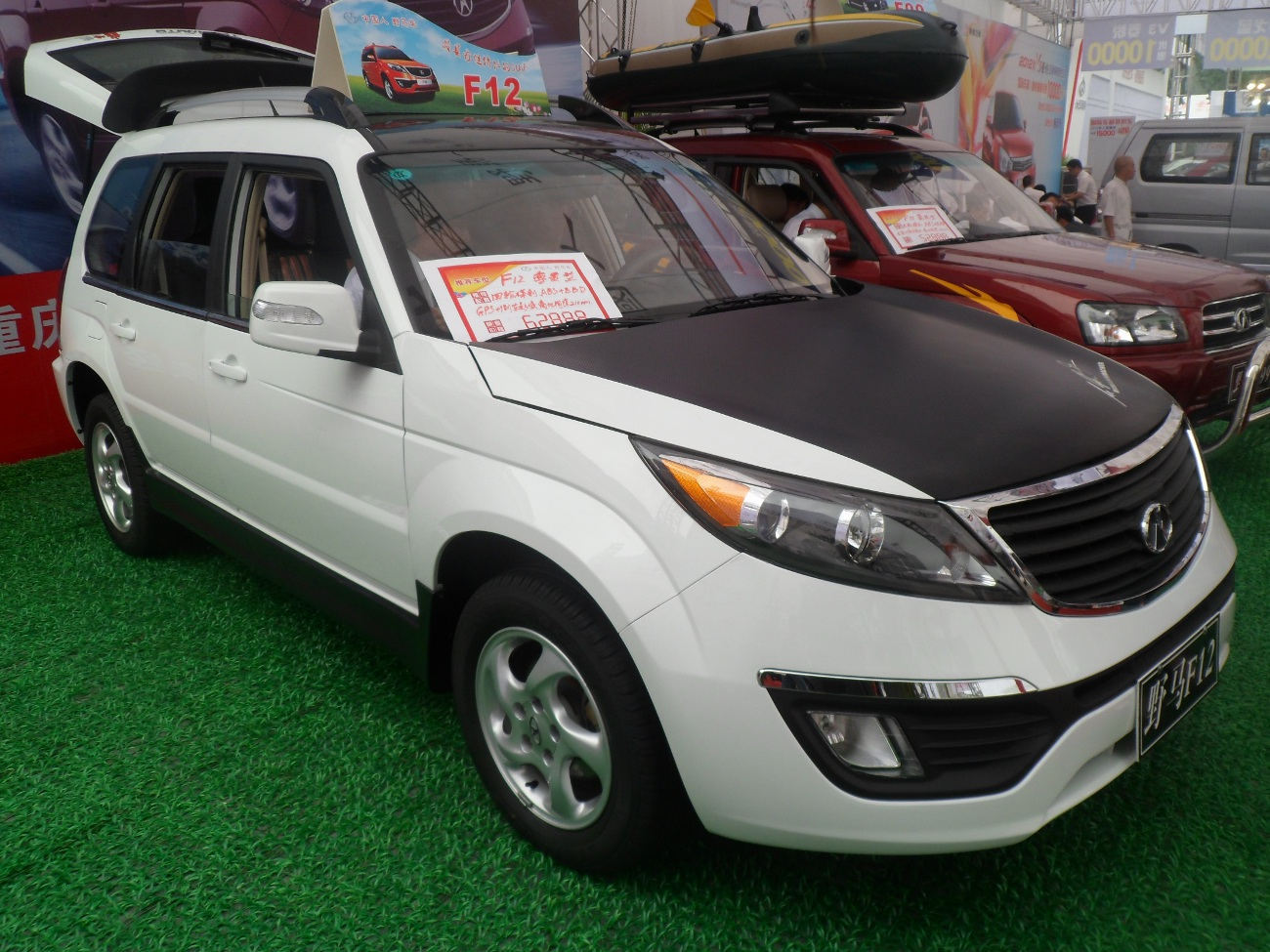
예마 F12
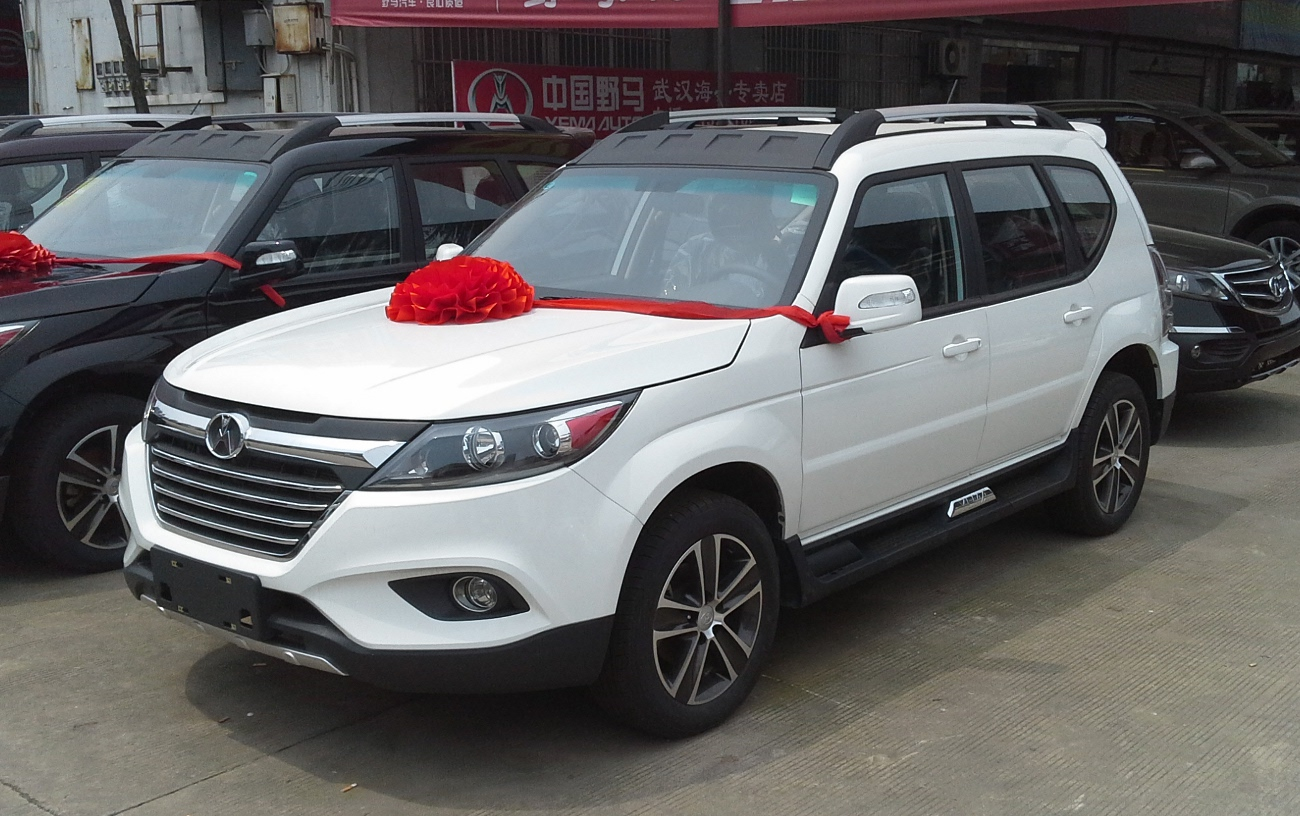
예마 F16
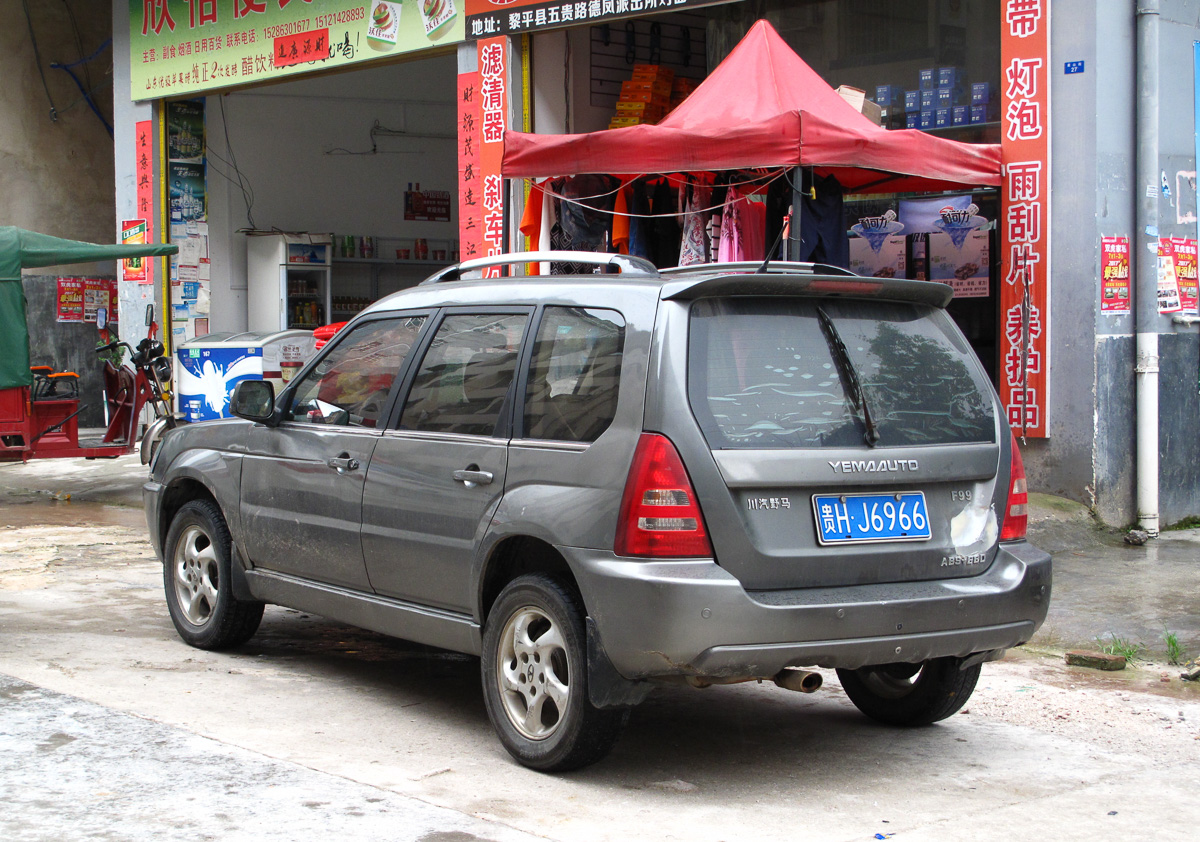
예마 F99 후면